# Соціалістична культура
«Соціалісти́чна культу́ра» — місячник, орган Міністерства культури і Ради профспілок УРСР (з 1970), виходив у Києві з червня 1921 року під різними назвами. З середини 1937 року до квітневого числа 1941 і з квітня 1954 до кінця 1990 року — під назвою «Соціалістична культура».

## Історія
«Соціалістична культура» — місячник, орган Міністерства культури (з 1953) і Ради профспілок УРСР (з 1970). Виходив у Києві з червня 1921 року. За цей час неодноразово міняв назви: «Путь к коммунизму» (1921—1924), «Сельський Будинок» (1924—1930) і «За масову комуністичну освіту» (1931—1933) «Колбуд» (з 1936 до середини 1937), «Соціалістична культура» (з середини 1937 до квітня 1941), «Культурно-освітня робота» (з 1947 до березня 1954), далі знову як «Соціалістична культура».
До 1970 журнал був призначений для працівників сільських бібліотек, клубів, будинків культури тощо, від початку 1970 адресність журналу було поширено на працівників також міських, зокрема робітничих, установ культури, продовживши традицію таких довоєнних журналів як «Рабочий Клуб» (1925—1927), «Культработник», а далі «Культробітник» (1927—1930), «Культфронт» (1931—1935).
Під назвою «Соціалістична культура» виходив до 1990 року включно. Віддзеркалював різні аспекти культурного життя України: літературу, книговидавництво і книгорозповсюдження, кіно, театр, музеї, етнографію, музику, естрадне мистецтво, організацію і стиль роботи закладів культури, вміщував різноманітні огляди, кольорові репродукції тощо.
З початку 1991 року виходить під назвою «Українська культура». Після проголошення незалежності України засновником журналу стало Міністерством культури України.
Останнім головним редактором журналу «Соціалістична культура» (з вересня 1986 року) і першим головним редактором журналу «Українська культура» був Володимир Бурбан.

## Головні редактори
- До червня 1936 — Папер Р.
- З липня 1936 — Гудинчук О.
- До серпня 1939 — Худяков Сергій Іванович
- З березня 1940 — Букало С. М.
- 1947 — січень 1950 — Юрко П. М.
- 1950 — серпень 1969 — Варламов А. П.
- Вересень 1969 — Липень 1972 — Подолян Микола Петрович
- Серпень 1972 — травень 1973 — Вишневецька О. В. (в.о.)
- Червень 1973 — Травень 1978 — Кисіль Анатолій Степанович
- З 1979 — Сємєчев В. Д.
- Березень 1984 — серпень 1986 — Хоменко Олег Борисович
- Вересень 1986—1991 — Бурбан Володимир Якович